# The War Show - venner i krig
|  | Denne artikel er oprettet af botten Steenthbot ud fra en ekstern database. Den kan derfor have sproglige fejl eller mangler. Denne skabelon kan fjernes efter kontrol af indholdet. |

The War Show - venner i krig er en dansk dokumentarfilm fra 2016 instrueret af Andreas Dalsgaard og Obaidah Zytoon.

## Handling
I 2011 bliver den syriske radiovært Obaidah Zytoon og hendes venner revet med af opstanden mod regimet. De lever blandt kunstnere og aktivister og filmer deres liv, da de begynder at deltage i demonstrationerne mod præsident Assad. Men som opstanden udvikler sig til en blodig borgerkrig, bliver deres venskab sat på prøve gennem fængslinger, død og vold. Zytoon forlader Damaskus og rejser til sin hjemby Zabadani, til rebellernes højborg Homs og til det nordlige Syrien, hvor hun oplever den spirende ekstremisme. Filmen er en personlig roadmovie, der følger Syriens skæbne og en gruppe venner, hvis liv og drømme forvandles til mareridt, alt imens landet synker sammen i kaos.